# Suurisaari (ö i Finland, Södra Karelen, Villmanstrand, lat 61,31, long 27,80)
Suurisaari är en halvö i Finland. Den ligger i sjön Rahikkalanlampi och i kommunen Savitaipale i den ekonomiska regionen  Villmanstrands ekonomiska region  och landskapet Södra Karelen, i den södra delen av landet, 200 km nordost om huvudstaden Helsingfors.

## Klimat
Trakten ingår i den boreala klimatzonen. Årsmedeltemperaturen i trakten är 2 °C. Den varmaste månaden är augusti, då medeltemperaturen är 15 °C, och den kallaste är januari, med −14 °C.